# Taubenturm (Mauperthuis)

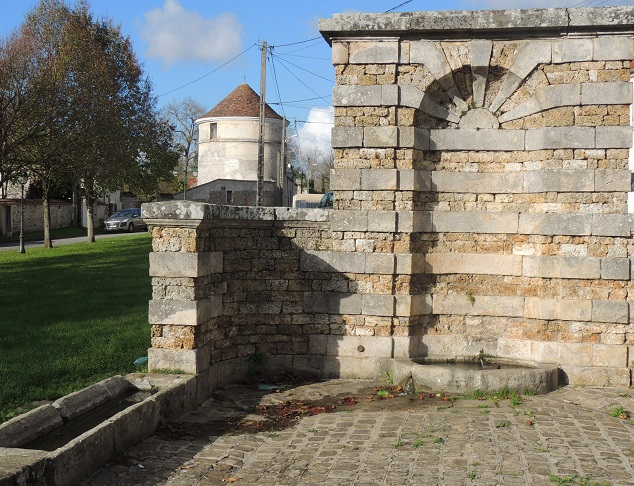
Taubenturm in Mauperthuis (im Hintergrund)

Der Taubenturm (französisch colombier oder pigeonnier) in Mauperthuis, einer französischen Gemeinde im Département Seine-et-Marne in der Region Île-de-France, wurde 1763 von Claude-Nicolas Ledoux errichtet. Im Jahr 1983 wurde der Taubenturm an der Place de la Fontaine Nr. 7 als Monument historique in die Liste der Baudenkmäler in Frankreich aufgenommen.
Der runde Turm aus verputztem Bruchsteinmauerwerk gehört zu den wenigen Überresten der ehemaligen Schlossanlage. Der untere Teil des Gebäudes wurde ursprünglich landwirtschaftlich genutzt und darüber befanden sich die Taubennester.